# Ильиновка (Саратовская область)
Ильиновка — деревня в Татищевском районе Саратовской области, входит в состав Сторожевского муниципального образования.

## География
Деревня находится к югу от железнодорожной линии Аткарск — Саратов, на расстоянии примерно 6 км (по прямой) к востоку от посёлка городского типа Татищево, административного центра района.

## История
Деревня образовалась примерно во второй половине XVIII столетия. Впервые упоминается в 1794 году. В 1860 году в деревне насчитывалось 33 двора и 261 житель. В советские времена работали колхозы имени XVIII Партсъезда и имени Кирова.

## Население
| 2002 | 2010 |
| ---- | ---- |
| 193  | ↗222 |

### Национальный состав
Согласно результатам переписи 2002 года, в национальной структуре населения русские составляли 91 % из 193 чел.